# 彼得倫科韋 (盧甘斯克州)

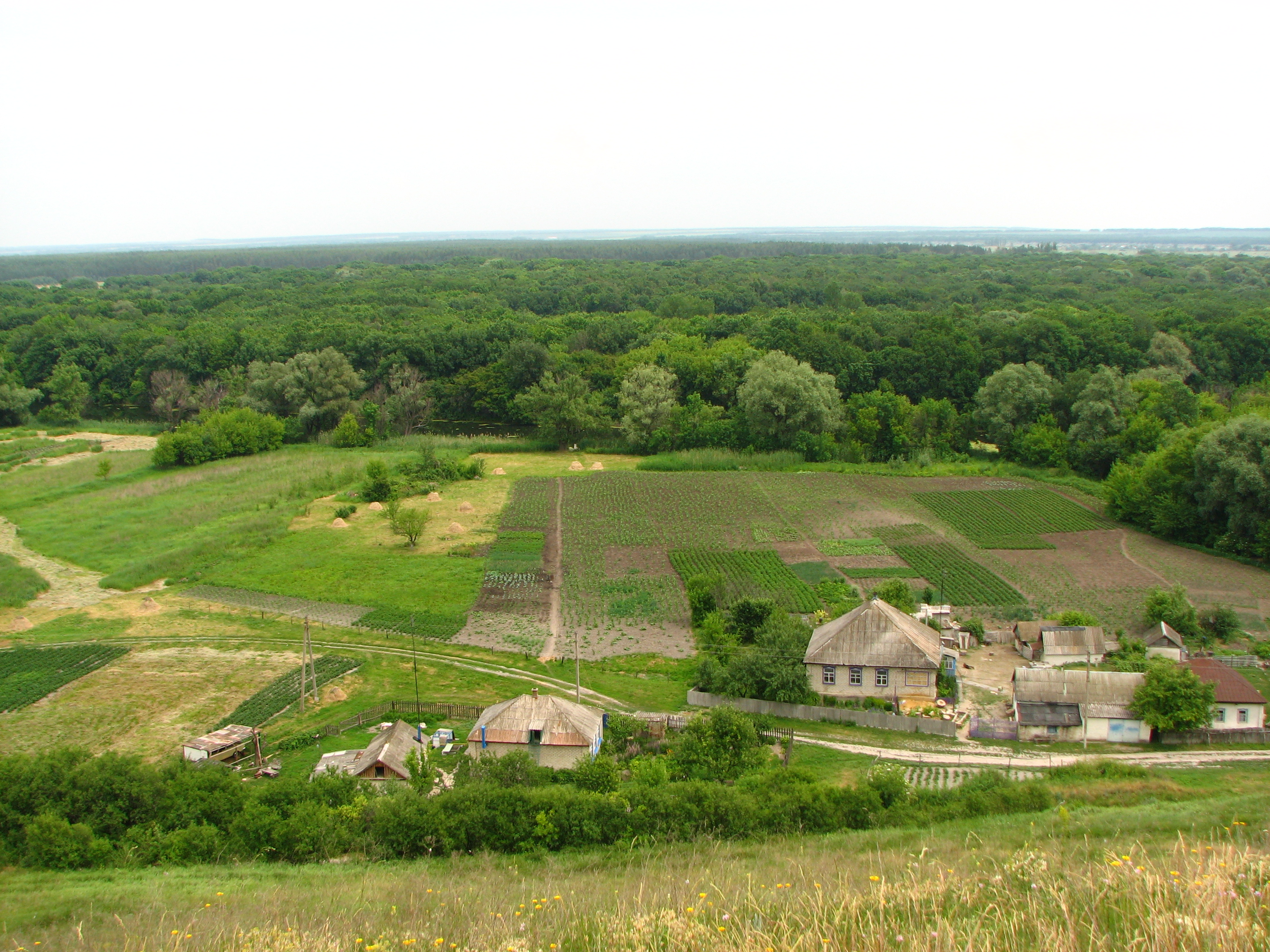
村景

彼得倫科韋（羅馬化：Petrenkove）是位於烏克蘭東部的村莊，由盧甘斯克州夏斯季耶區的新艾達爾市鎮負責管轄。該村始建於1859年，面積0.98平方公里，海拔高度71米，2001年人口108，人口密度每平方公里110.8人。